# Leonid Kizim
Leonid Denisovitsj Kizim (Russisch: Кизим Леонид Денисович) (Lyman, 5 augustus 1941 – Moskou, 14 juni 2010) was een Russisch ruimtevaarder. Kizim’s eerste ruimtevlucht was Sojoez T-3 met een Sojoez draagraket en vond plaats op 27 november 1980. Doel van deze missie was een koppeling uitvoeren met ruimtestation Saljoet 6.
In totaal heeft Kizim drie ruimtevluchten op zijn naam staan. Tijdens zijn missies maakte hij acht ruimtewandelingen. Tevens maakte hij deel uit van de backup crew voor Sojoez T-2 en Sojoez T-6. In 1987 ging hij als astronaut met pensioen. Hij ontving twee keer de titel Held van de Sovjet-Unie.